# Dom Helvécio (Coronel Fabriciano)
Dom Helvécio, também conhecido como Prainha, é um bairro do município brasileiro de Coronel Fabriciano, no interior do estado de Minas Gerais. Localiza-se no distrito-sede. Segundo o censo demográfico de 2022, realizado pelo Instituto Brasileiro de Geografia e Estatística (IBGE), sua população era de 268 habitantes e havia 100 domicílios.
De acordo com o IBGE, em 2010 a população era de 326 habitantes e havia 115 domicílios.

## História e descrição
O bairro é reconhecido desde a década de 1970, conforme projeto de lei de autoria do vereador Paulo Schmidt, que também já morou na localidade. A denominação é uma homenagem a Dom Helvécio Gomes de Oliveira, arcebispo de Mariana. Em 24 de julho de 2020, foi inaugurada a Praça Pedro Gomes da Silva, espaço multiuso de 2 700 m² que inclui campo de futebol, academia ao ar livre e brinquedos para as crianças.
Embora seja identificado pela prefeitura, tanto o IBGE em 2010 como o sistema de geoprocessamento da administração municipal em 2020 consideravam o bairro e sua população como parte do Centro de Fabriciano. No entanto, é distinguido como favela.
Está encravado na margem esquerda do rio Piracicaba. Devido às ocupações desenfreadas em local suscetível a enchentes do manancial, a localidade é monitorada como área de risco. Segundo o IBGE em 2022, todos os domicílios ocupados tinham a rede geral como principal fonte do abastecimento de água e eram atendidos por serviço de coleta de lixo, mas cerca de 11% do esgotamento sanitário era despejado diretamente em curso hídrico.

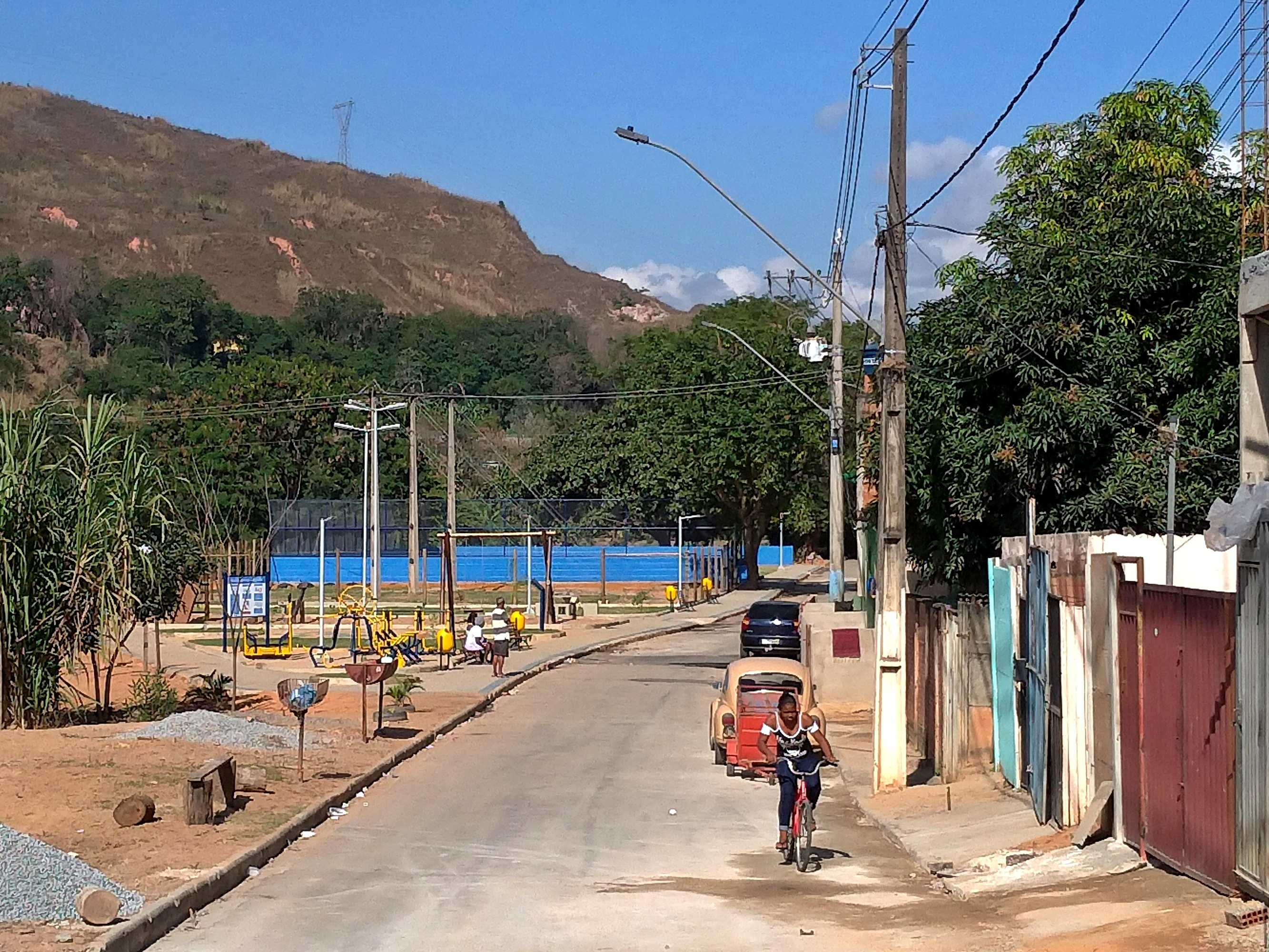
Rua principal do bairro com a Praça Pedro Gomes da Silva, inaugurada em 2020, ao fundo à esquerda.
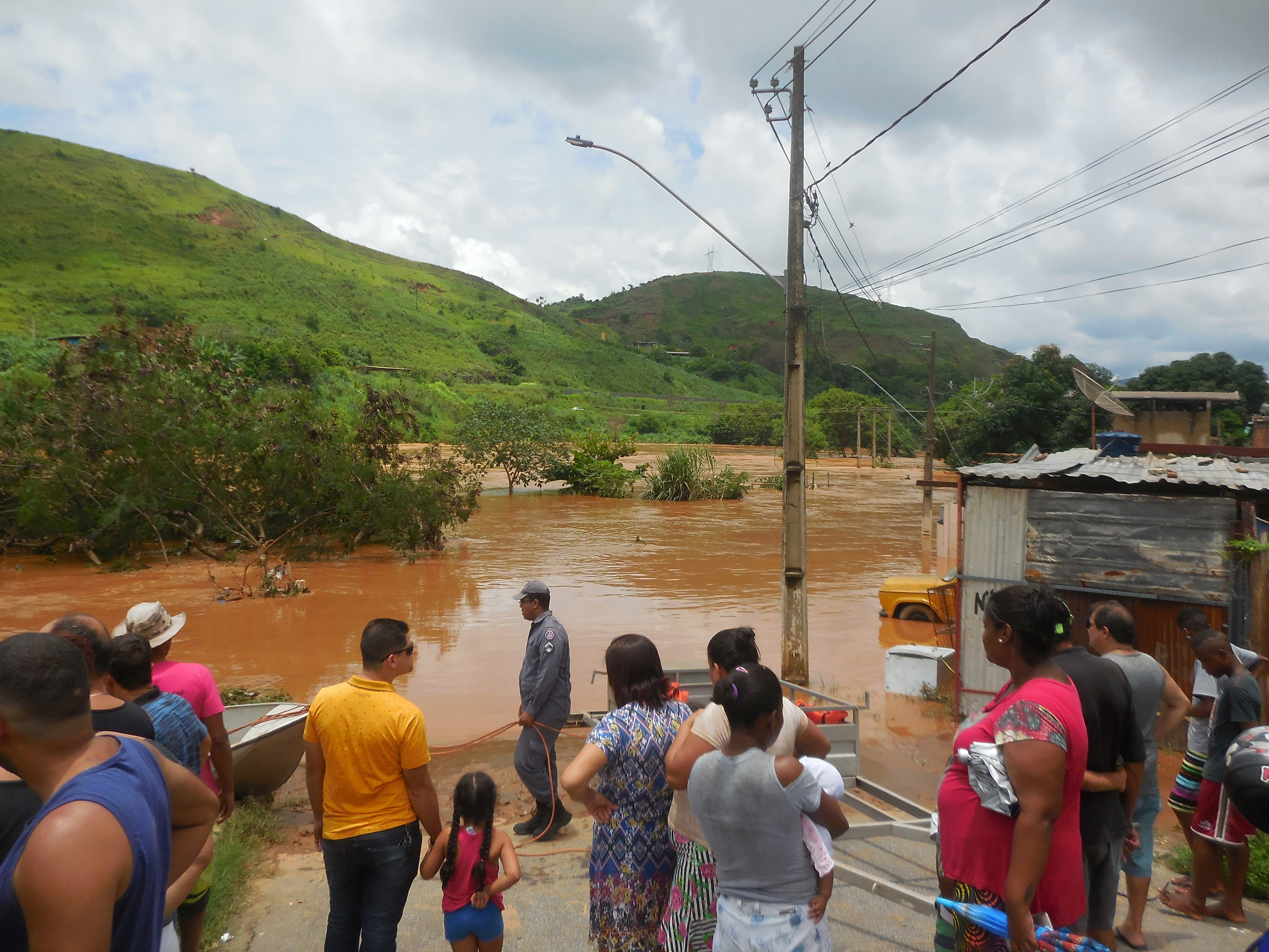
Bairro Dom Helvécio inundado pelo rio Piracicaba após chuvas intensas na região em janeiro de 2020